# 5150: Home 4 tha Sick
Albums de Eazy-E
Eazy-Duz-It
(1988) It's On (Dr. Dre) 187um Killa
(1993)
5150: Home 4 tha Sick est un EP d'Eazy-E, sorti le 10 décembre 1992.
Il s'est classé 15e au Top R&B/Hip-Hop Albums et 70e au Billboard 200.

## Liste des titres
| No | Titre                                                                                      | Contient un (des) sample(s) de | Durée |
| -- | ------------------------------------------------------------------------------------------ | --- | ----- |
| 1. | Intro: New Year's E-Vil                                                                    | | 0:49  |
| 2. | Only If You Want It                                                                        | | 3:03  |
| 3. | Neighborhood Sniper (featuring Kokane et Cold 187um)                                       | | 5:14  |
| 4. | Niggaz My Height Don't Fight                                                               | | 3:14  |
| 5. | Merry Muthaphuckkin' Xmas (featuring Rudy Ray Moore, Menajahtwa, Buckwheat et Atban Klann) | We Wish You a Merry Christmas (Traditionnel) The Twelve Days of Christmas (Traditionnel) O Tannenbaum (O Christmas Tree) d'Ernst Anschütz Jingle Bells (One Horse Open Sleigh) de James Pierpont Deck the Halls (Traditionnel) All I Want for Christmas Is My Two Front Teeth de Spike Jones and His City Slickers | 5:56  |